# Grellingen
Grellingen, appelée en français Grellingue, est une commune suisse du canton de Bâle-Campagne, située dans le district de Laufon.

## Géographie

### Situation

Vue aérienne (1945)

Le territoire de Grellingen s'étend sur 3,31 km2. Lors du relevé de 2013-2018, les surfaces d'habitations et d'infrastructures représentaient 20,7 % de sa superficie, les surfaces agricoles 19,8 %, les surfaces boisées 56,5 % et les surfaces improductives 3,3 %.

### Transports
- Ligne ferroviaire CFF Delémont-Bâle, à 14 km de Bâle et à 24 km de Delémont.

## Les Rochers du Chessiloch

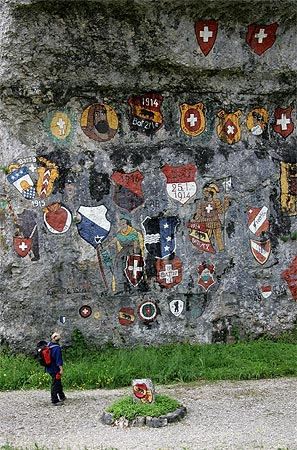
Peintures du Chessiloch

En amont du village de Grellingue se trouve une petite vallée escarpée dite du Kaltbrunnental dont le ruisseau se déverse dans la Birse. Lors de la Première Guerre mondiale, la vallée de Laufon était d'une grande importance stratégique, en particulier pour assurer les relations routières et ferroviaires entre la ville de Bâle et le reste de la Suisse.
Pour cette raison, plusieurs unités militaires se trouvaient en garnison à cet endroit, précisément au pied d'une falaise appelée Chessiloch. Lorsque l'un des soldats commença à peindre sur la paroi rocheuse l'emblème de son unité, d'autres suivirent le mouvement jusqu'à couvrir la falaise d'emblêmes cantonaux et de sculptures.
Le site est classé comme site protégé par l'UNEP, sous la responsabilité du canton de Bâle-Campagne.

## Personnalités
- Nicolas Kaiser (1819-1886), industriel et conseiller national[7]